# Fläckig ormhuvudsfisk
Fläckig ormhuvudsfisk (Channa maculata) är en fiskart som först beskrevs av Bernard-Germain de Lacépède, 1801.  Fläckig ormhuvudsfisk ingår i släktet asiatiska ormhuvudsfiskar (Channa) och familjen ormhuvudsfiskar (Channidae). IUCN kategoriserar arten globalt som livskraftig. Inga underarter finns listade i Catalogue of Life.